# Tỉnh của Ba Lan
Tỉnh (tiếng Ba Lan: województwo, IPA: [vɔjɛˈvut͡stfɔ]) là phân khu hành chính cao nhất của Ba Lan tương ứng với một "tỉnh" của các quốc gia khác.
Cải cách phân cấp hành chính tại Ba Lan được thông qua vào năm 1998 và bắt đầu có hiệu lực vào ngày 1 tháng 1 năm 1999 quyết định thiết lập 16 phân cấp hành chính mới thay thế cho 49 phân cấp hành chính tỉnh cũ tồn tại từ ngày 1 tháng 7 năm 1975 và có sự tương đồng lớn với các tỉnh tồn tại từ năm 1950 đến 1975.
Tên tỉnh hiện tại đặt theo khu vực lịch sử địa lý trong khi tỉnh trước năm 1998 thường lấy theo tên của các thành phố trung tâm hành chính của từng tỉnh. Các tỉnh mới thành lập có diện tích từ 10.000 km2 (3.900 dặm vuông Anh) (tỉnh Opole) cho đến 35.000 km2 (14.000 dặm vuông Anh) (tỉnh Mazowsze).
Quyền điều hành tỉnh được phân chia giữa thống đốc (tiếng Ba Lan: voivoda, do Thủ tướng và Hội đồng Bộ trưởng bổ nhiệm), Hội đồng tỉnh (tiếng Ba Lan: sejmik, là cơ quan lập pháp của tỉnh), và Ủy ban hành pháp tỉnh do Hội đồng tỉnh bổ nhiệm. Người đứng đầu ủy ban hành pháp của tỉnh giữ chức danh tỉnh trưởng (tiếng Ba Lan: marszałek).

## Danh sách các tỉnh của Ba Lan
| Tên mã hóa                                                                                        | Cờ | Huy hiệu | Mã TERYT | Mã biển số xe | Tỉnh              | Thủ phủ                             | Diện tích (km²) | Dân số (2017) | Mật độ trên km² |
| ------------------------------------------------------------------------------------------------- | -- | -------- | -------- | ------------- | ----------------- | ----------------------------------- | --------------- | ------------- | --------------- |
| DS                                                                                                |    |          | 02       | D             | Dolny Śląsk       | Wrocław                             | 19.947          | 2.901.000     | 145             |
| KP                                                                                                |    |          | 04       | C             | Kujawy-Pomorze    | Bydgoszcz1, Toruń2                  | 17.972          | 2.079.900     | 116             |
| LU                                                                                                |    |          | 06       | L             | Lublin            | Lublin                              | 25.122          | 2.121.600     | 84              |
| LB                                                                                                |    |          | 08       | F             | Lubusz            | Gorzów Wielkopolski1, Zielona Góra2 | 13,988          | 1,015,440     | 73              |
| LD                                                                                                |    |          | 10       | E             | Łódź              | Łódź                                | 18.219          | 2.470.610     | 136             |
| MA                                                                                                |    |          | 12       | K             | Małopolska        | Kraków                              | 15.183          | 3.395.700     | 224             |
| MZ                                                                                                |    |          | 14       | W             | Mazowsze          | Warszawa                            | 35.558          | 5.391.813     | 152             |
| OP                                                                                                |    |          | 16       | O             | Opole             | Opole                               | 9.412           | 988.031       | 105             |
| PK                                                                                                |    |          | 18       | R             | Podkarpacie       | Rzeszów                             | 17.846          | 2.128.747     | 119             |
| PD                                                                                                |    |          | 20       | B             | Podlasie          | Białystok                           | 20.187          | 1.182.700     | 59              |
| PM                                                                                                |    |          | 22       | G             | Pomorze           | Gdańsk                              | 18,310          | 2,328,200     | 127             |
| SL                                                                                                |    |          | 24       | S             | Śląsk             | Katowice                            | 12.333          | 4.540.100     | 368             |
| SK                                                                                                |    |          | 26       | T             | Świętokrzyskie    | Kielce                              | 11.711          | 1.244.400     | 106             |
| WN                                                                                                |    |          | 28       | N             | Warmia-Mazury     | Olsztyn                             | 24.173          | 1.431.100     | 59              |
| WP                                                                                                |    |          | 30       | P             | Wielkopolska      | Poznań                              | 29.826          | 3.490.597     | 117             |
| ZP                                                                                                |    |          | 32       | Z             | Pomorze Zachodnie | Szczecin                            | 22.892          | 1.703.000     | 74              |
| 1 Nơi đặt trụ sở của thống đốc tỉnh. 2 Nơi đặt trụ sở của Hội đồng tỉnh và Ủy ban hành pháp tỉnh. |    |          |          |               |                   |                                     |                 |               |                 |